# Anaperochernes margaritifer
Anaperochernes margaritifer är en spindeldjursart som beskrevs av Volker Mahnert 1985. Anaperochernes margaritifer ingår i släktet Anaperochernes och familjen blindklokrypare. Inga underarter finns listade i Catalogue of Life.